# 南东战役
南东战役发生于1964年7月5日至6日，是越南战争的一部分。当时越南共产党和越南人民军袭击了南东县的平民游击防卫群营地并试图占领它。 战斗中，57名南越守军、2名美国人、1名澳大利亚军事顾问和至少62名袭击者丧生。